# Nazario Toledo
Nazario Toledo Murga (Guatemala, 28 de julio de 1807 - 17 de diciembre de 1887) fue un médico y político guatemalteco que desempeñó altos cargos públicos en Costa Rica. 
Nazario Toledo nació en Guatemala el 28 de julio de 1807, hijo de Petrona Toledo. Casó en San José, Costa Rica, el 24 de diciembre de 1836, con Rosa Mattei Goyenaga, hija de Domenico Mattei, toscano, y Rosa Goyenaga y Fajardo, ecuatoriana.
Se graduó como médico en la Universidad de San Carlos de Guatemala. En el ámbito de la medicina destacó por ser el primer profesor de cirugía de la Universidad de Santo Tomás y Rector de ésta institución, entre 1850 y 1859. 
Fue Diputado al Congreso de la República Federal de Centroamérica. En 1839 se le nombró Comisionado del Gobierno de Guatemala en Costa Rica y firmó el tratado Carrillo-Toledo, el primero suscrito entre ambos países. Asimismo, fue Diputado al Congreso de Costa Rica y, como su Vicepresidente, desempeñó interinamente la presidencia de esa cámara en varias oportunidades. De 1857 a 1859 fue Ministro de Relaciones Exteriores e Instrucción Pública. Fue nombrado por decreto como el primer Presidente de la Junta de Caridad de Costa Rica, Junta de Protección Social, cargo que desempeñó desde el 5 de octubre de 1845 hasta el 3 de octubre de 1848.
A fines de 1859 regresó definitivamente a Guatemala. Murió en la ciudad de Guatemala el 17 de diciembre de 1887.